# Ceratothoa oxyrrhynchaena
Ceratothoa oxyrrhynchaena är en kräftdjursart som beskrevs av Koelbel 1878. Ceratothoa oxyrrhynchaena ingår i släktet Ceratothoa och familjen Cymothoidae. Inga underarter finns listade i Catalogue of Life.